# فرودگاه بین‌المللی مسقط
فرودگاه بین‌المللی مسقط (به انگلیسی: Muscat International Airport) یک فرودگاه نظامی و همگانی مسافربری با کد یاتا MCT است که یک باند فرود آسفالت دارد و طول باند آن ۳۵۸۴ متر است. این فرودگاه در شهر مسقط کشور عمان قرار دارد و بزرگ‌ترین فرودگاه این کشور است.

## شرکت‌های هواپیمایی و مقصدهای پروزای
| شرکت‌های هواپیمایی           | مقصدهای پروازی |
| --------------------------- | --- |
| هواپیمایی ایرعربیا          | فرودگاه بین‌المللی راس الخیمه، فرودگاه بین‌المللی شارجه |
| ایربلو                      | فرودگاه بین‌المللی جناح، فرودگاه بین‌المللی اقبال لاهوری |

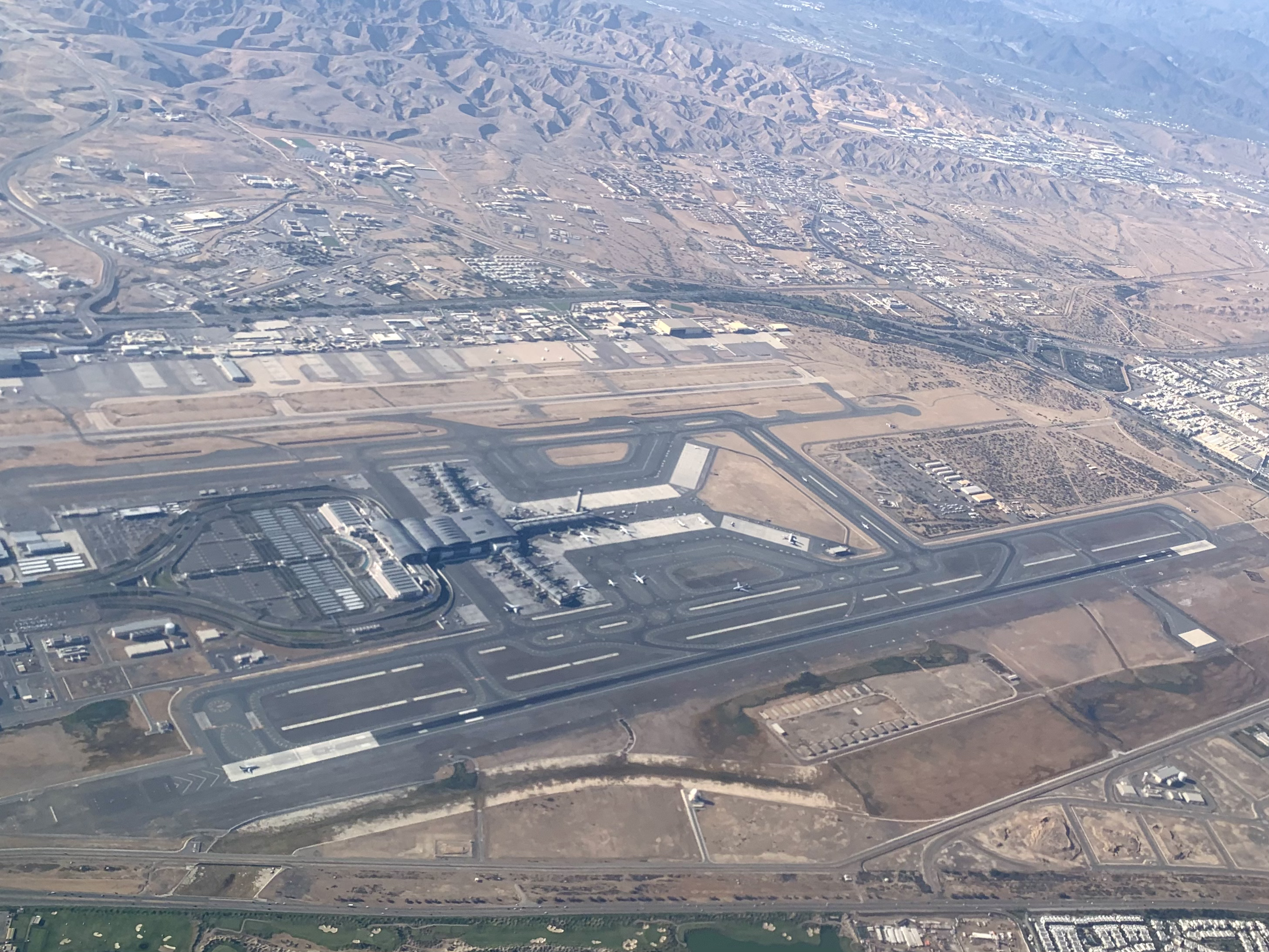
فرودگاه بین‌المللی مسقط

| ایر ایندیا                  | فرودگاه بین‌المللی بنگالورو، فرودگاه بین‌المللی چنای، فرودگاه بین‌المللی ایندیرا گاندی، فرودگاه دابولیم، فرودگاه بین‌المللی راجیو گاندی، فرودگاه بین‌المللی چاتراپاتی شیواجی |
| ایر ایندیا اکسپرس           | فرودگاه بین‌المللی کوچین، فرودگاه بین‌المللی کالیکوت، فرودگاه منگالور (هند)، فرودگاه بین‌المللی تریواندروم |
| بیمان بنگلادش ایرلاینز      | فرودگاه بین‌المللی شاه امانت، فرودگاه بین‌المللی شاه‌جلال |
| بریتیش ایرویز               | فرودگاه بین‌المللی ابوظبی، فرودگاه هیترو لندن |
| شام وینگز ایرلاینز          | فرودگاه بین‌المللی دمشق |
| اجیپت‌ایر                    | فرودگاه بین‌المللی قاهره |
| هواپیمایی اتیوپی            | فرودگاه بین‌المللی بوول |
| هواپیمایی امارات            | فرودگاه بین‌المللی دوبی |
| هواپیمایی اتحاد             | فرودگاه بین‌المللی ابوظبی |
| فلای‌دبی                     | فرودگاه بین‌المللی آل مکتوم، فرودگاه بین‌المللی دوبی |
| گلف ایر                     | فرودگاه بین‌المللی بحرین |
| ایندی‌گو                     | فرودگاه بین‌المللی چاتراپاتی شیواجی |
| هواپیمایی آسمان             | فرودگاه بین‌المللی شهید دستغیب شیراز |
| کیش ایر                     | فرودگاه بین‌المللی کیش، فرودگاه بین‌المللی شهید دستغیب شیراز |
| کی‌ال‌ام                      | فرودگاه بین‌المللی ابوظبی (آغاز از ۲۷ مارس ۲۰۱۶)، فرودگاه اسخیپول آمستردام، فرودگاه بین‌المللی حمد (پایان در ۲۶ مارس ۲۰۱۶) |
| کویت ایرویز                 | فرودگاه بین‌المللی کویت |
| عمان ایر                    | فرودگاه بین‌المللی ابوظبی، فرودگاه بین‌المللی ملکه علیا، فرودگاه بین‌المللی بحرین، فرودگاه بین‌المللی بنگالورو، فرودگاه بین‌المللی سووارنابومی، فرودگاه بین‌المللی رفیق حریری بیروت، فرودگاه بین‌المللی قاهره، فرودگاه بین‌المللی چنای، فرودگاه بین‌المللی شاه امانت، فرودگاه بین‌المللی باندرانیکی، فرودگاه بین‌المللی ملک فهد، فرودگاه بین‌المللی ژولیوس نیرر، فرودگاه بین‌المللی ایندیرا گاندی، فرودگاه بین‌المللی شاه‌جلال، فرودگاه بین‌المللی حمد، فرودگاه بین‌المللی دوبی، فرودگاه بین‌المللی فرانکفورت، فرودگاه دابولیم، فرودگاه بین‌المللی راجیو گاندی، فرودگاه بین‌المللی بینظیر بوتو، فرودگاه بین‌المللی جایپور، فرودگاه بین‌المللی سوئکارنو-هتا، فرودگاه بین‌المللی ملک عبدالعزیز، فرودگاه بین‌المللی جناح، فرودگاه بین‌المللی تریبهوان، فرودگاه خصب، فرودگاه بین‌المللی کوچین، فرودگاه بین‌المللی کالیکوت، فرودگاه بین‌المللی کوالالامپور، فرودگاه بین‌المللی کویت، فرودگاه بین‌المللی اقبال لاهوری، فرودگاه هیترو لندن، فرودگاه اماوسی، فرودگاه بین‌المللی ابراهیم نصیر، فرودگاه بین‌المللی نینوی آکوئینو، فرودگاه شاهزاده محمد بن عبدالعزیز، فرودگاه بین‌المللی شهید هاشمی‌نژاد مشهد (آغاز از ۱ ژوئن ۲۰۱۶)، فرودگاه میلانو مالپنسا، فرودگاه بین‌المللی چاتراپاتی شیواجی، فرودگاه مونیخ، فرودگاه شارل دوگل پاریس، فرودگاه بین‌المللی ملک خالد، فرودگاه صلاله، فرودگاه چانگی سنگاپور، فرودگاه صحار، فرودگاه بین‌المللی امام خمینی، فرودگاه بین‌المللی تریواندروم، فرودگاه بین‌المللی زنگبار، فرودگاه زوریخ |
| هواپیمایی بین‌المللی پاکستان | فرودگاه بین‌المللی گوادار، فرودگاه بین‌المللی بینظیر بوتو، فرودگاه بین‌المللی جناح، فرودگاه بین‌المللی اقبال لاهوری، فرودگاه بین‌المللی باچا خان، فرودگاه بین‌المللی سیالکوت، فرودگاه بین‌المللی تربت |
| قطر ایرویز                  | فرودگاه بین‌المللی حمد |
| روتانا جت                   | فرودگاه بین‌المللی ابوظبی |
| هواپیمایی سعودی             | فرودگاه بین‌المللی ملک عبدالعزیز، فرودگاه شاهزاده محمد بن عبدالعزیز، فرودگاه بین‌المللی ملک خالد |
| شاهین ایر                   | فرودگاه بین‌المللی اقبال لاهوری، فرودگاه بین‌المللی باچا خان، فرودگاه بین‌المللی سیالکوت، فرودگاه بین‌المللی جناح |
| سریلانکان ایرلاینز          | فرودگاه بین‌المللی باندرانیکی |
| اسپایس‌جت                    | فرودگاه بین‌المللی سردار ولابهبهی پتل |
| سوئیس اینترنشنال ایرلاینز   | فرودگاه بین‌المللی دوبی، فرودگاه زوریخ |
| تای ایرویز اینترنشنال       | فرودگاه بین‌المللی سووارنابومی، فرودگاه بین‌المللی جناح |
| ترکیش ایرلاینز              | فرودگاه بین‌المللی آتاترک |
| یونایتد ایرویز              | فرودگاه بین‌المللی شاه امانت، فرودگاه بین‌المللی شاه‌جلال |

## شرکت‌های هواپیمایی و مقصدهای پروازی

### مسافری
The following airlines operate regular scheduled and charter flights to and from Muscat:

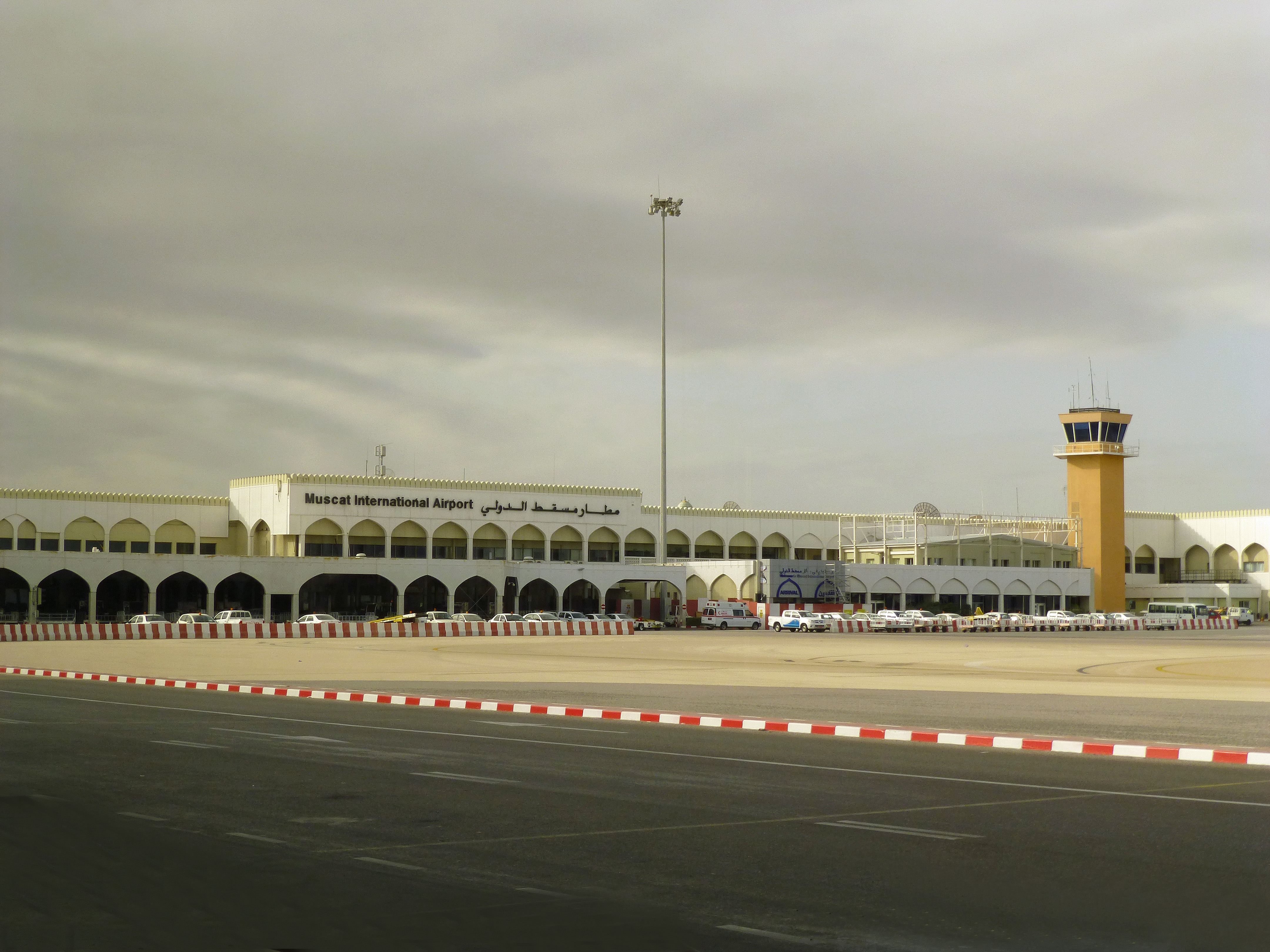
The current terminal

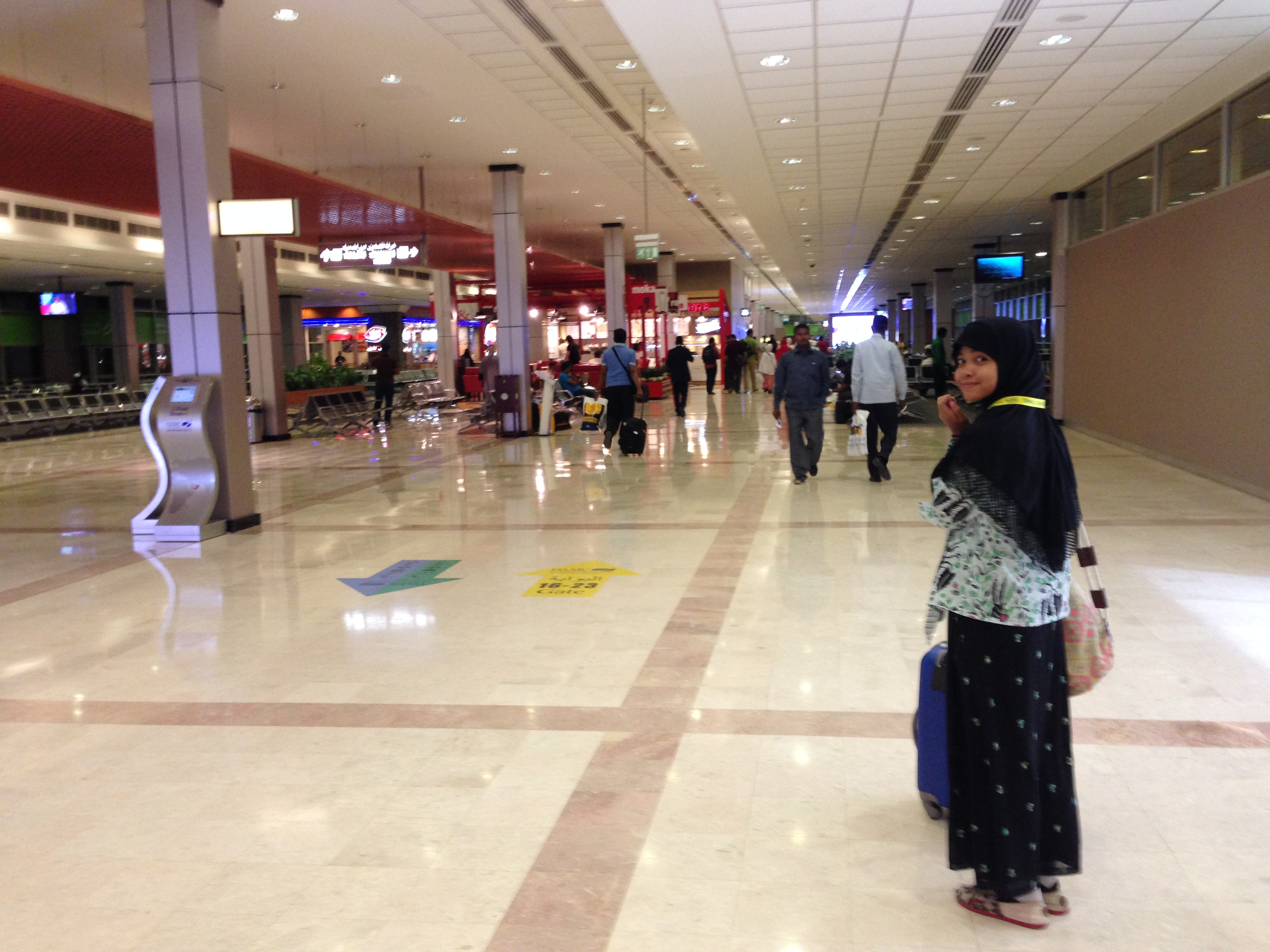
Interior of the current terminal

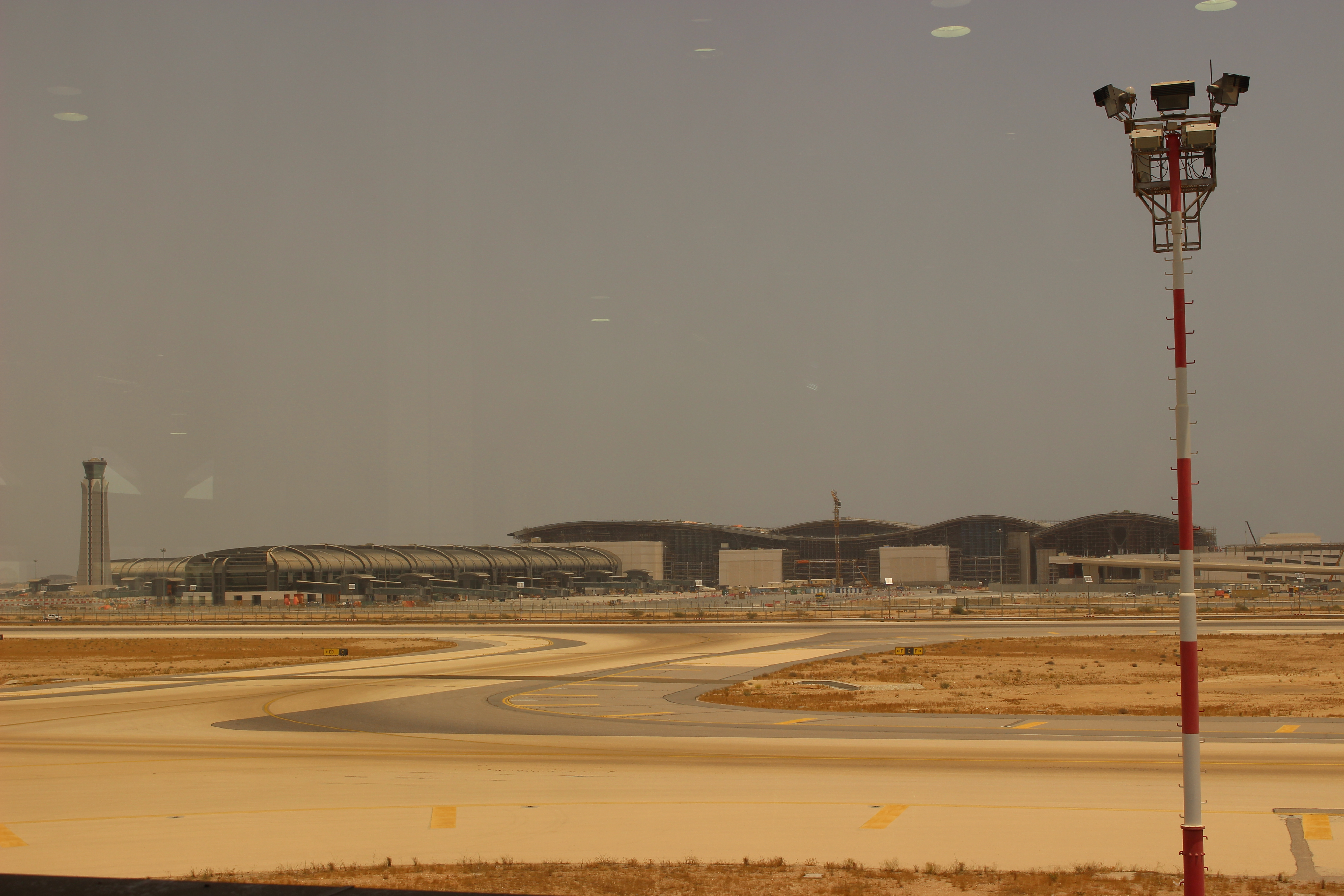
The new terminal under construction as of August 2016

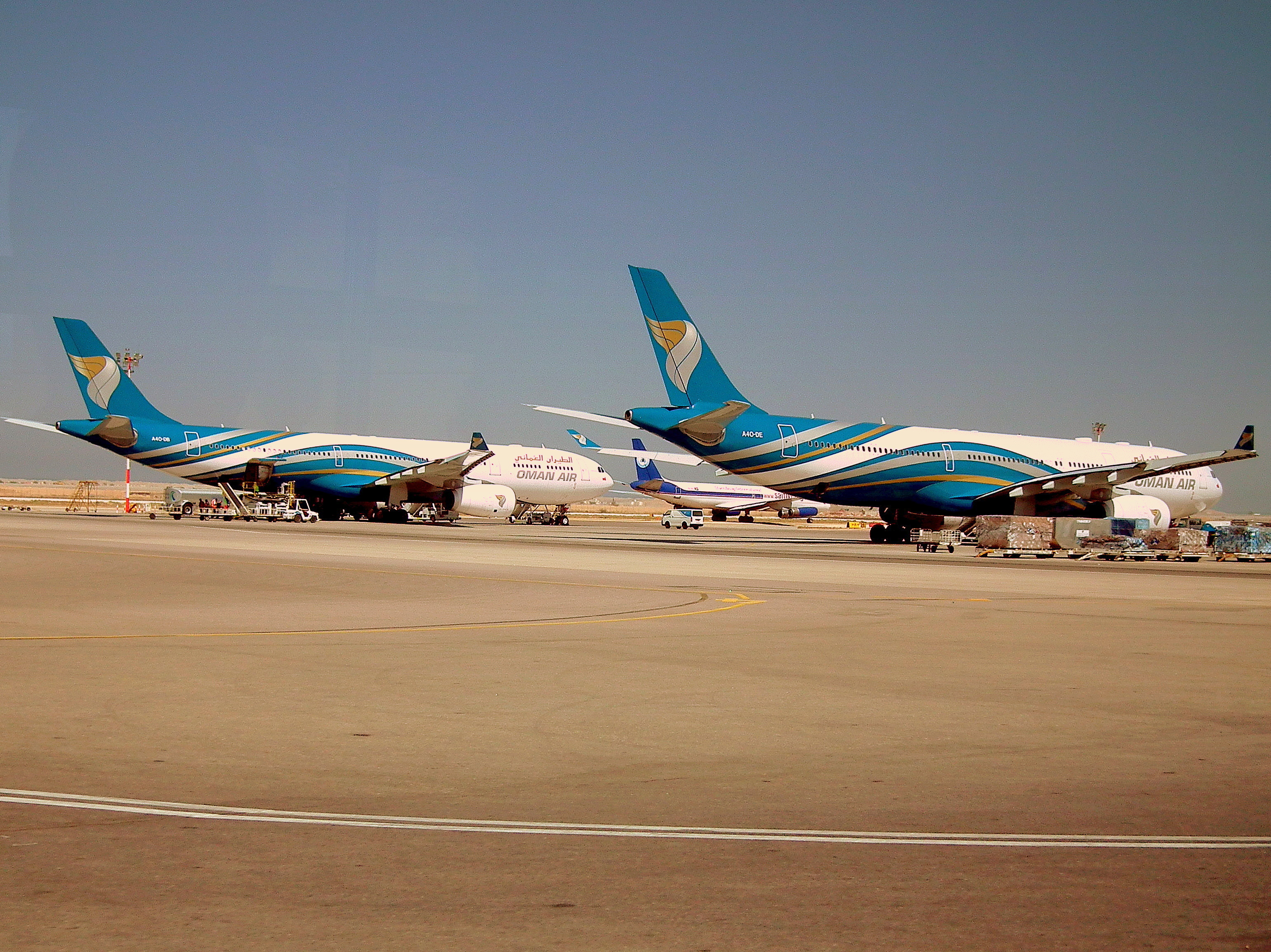
عمان ایر ایرباس ای۳۳۰s parked on the apron

| شرکت‌های هواپیمایی           | مقصدهای پروازی |
| --------------------------- | --- |
| ایر عربیا                   | راس الخیمه، شارجه |
| ایربلو                      | جناح، اقبال لاهوری |
| ایر ایندیا                  | بنگالورو، چنای، ایندیرا گاندی، دابولیم، راجیو گاندی، چاتراپاتی شیواجی |
| ایر ایندیا اکسپرس           | کوچین، کالیکوت، منگالور، تریواندروم |
| بیمان بنگلادش ایرلاینز      | شاه امانت، شاه‌جلال |
| بریتیش ایرویز               | هیترو لندن |
| شام وینگز ایرلاینز          | دمشق |
| هواپیمایی مصر               | قاهره |
| هواپیمایی اتیوپی            | بوول |
| هواپیمایی امارات            | دوبی |
| هواپیمایی اتحاد             | ابوظبی |
| فلای‌دبی                     | آل مکتوم، دوبی |
| گلف ایر                     | بحرین |
| ایندی‌گو                     | چنای، کوچین، کالیکوت، چاتراپاتی شیواجی |
| هواپیمایی آسمان             | شهید دستغیب شیراز |
| کیش ایر                     | بندرعباس، کیش، شهید دستغیب شیراز |
| کاال‌ام                      | اسخیپول آمستردام، ملک فهد |
| کویت ایرویز                 | کویت |
| عمان ایر                    | ابوظبی، ملکه علیا، بحرین، بنگالورو، سووارنابومی، قاهره، چنای، شاه امانت، باندرانیکی، ملک فهد، ژولیوس نیرر، ایندیرا گاندی، حمد، دوبی، فرانکفورت، دابولیم، بایون گوآنگجو، راجیو گاندی، بینظیر بوتو، جایپور، سوئکارنو-هتا، ملک عبدالعزیز، جناح، تریبهوان، خصب، کوچین، کالیکوت، کوالالامپور، کویت، اقبال لاهوری، هیترو لندن، اماوسی، نینوی آکوئینو، شاهزاده محمد بن عبدالعزیز، منچستر، شهید هاشمی‌نژاد مشهد، میلانو مالپنسا، چاتراپاتی شیواجی، مونیخ، جومو کنیاتا، نجف، شارل دوگل پاریس، ملک خالد، صلاله، امام خمینی، تریواندروم، زنگبار، زوریخ |
| هواپیمایی بین‌المللی پاکستان | گوادار، بینظیر بوتو، جناح، اقبال لاهوری، باچا خان، سیالکوت، تربت |
| هواپیمایی قطر               | حمد |
| Regent Airways              | شاه امانت، شاه‌جلال |
| روتانا جت                   | ابوظبی |
| SalamAir                    | آل مکتوم، ملک عبدالعزیز, جناح، شاهزاده محمد بن عبدالعزیز، مولتان, صلاله، سیالکوت |
| هواپیمایی سعودی             | ملک عبدالعزیز، شاهزاده محمد بن عبدالعزیز، ملک خالد |
| شاهین ایر                   | اقبال لاهوری، باچا خان، سیالکوت، جناح، مولتان |
| اسپایس‌جت                    | سردار ولابهبهی پتل |
| سریلانکان ایرلاینز          | باندرانیکی |
| سوئیس اینترنشنال ایرلاینز   | دوبی، زوریخ |
| تای ایرویز اینترنشنال       | سووارنابومی، جناح |
| ترکیش ایرلاینز              | آتاترک |
| US-Bangla Airlines          | شاه امانت، شاه‌جلال |

### باری
| شرکت‌های هواپیمایی | مقصدهای پروازی                                      |
| ----------------- | --------------------------------------------------- |
| کارگولوکس         | چنای، هنگ کنگ، لوگزامبورگ - فیندل، چاتراپاتی شیواجی |
| دی‌اچ‌ال اوییشن     | دوبی                                                |